# Juvenal Fernandes
Juvenal Fernandes (São Paulo, 19 de outubro de 1925) é um cantor, compositor e instrumentista brasileiro.
Interessou-se por música aos 15 anos, tendo estudado teoria musical e violino com os maestros Carmine Tardio e João Portaro.
Teve sua primeira composição foi gravada em 1946, Destinos Iguais, por Gilberto Canavarro, na Continental. Posteriormente Canavarro gravou, também na Continental, outra composição de sua autoria, Reprodução. Ainda nessa época, atuou como cantor na Rádio América e Rádio São Paulo; e como instrumentista em vários grupos, como Grupo Cômico Anglo-Americano, Orquestra Sinfônica Amadora e Centro Musical Dom Bosco.
Suas canções já foram gravadas por diversos outros artistas, tais como, Alberto Santos e Nilza Miranda. Mas seu maior êxito foi Samba que Eu Quero Ver (em parceria com João de Barro e Djalma Ferreira), gravado por Djalma e seu conjunto, Os Milionários do Ritmo, pela Continental, em 1953.
Como compositor, sua parceia mais profícua foi com Ariovaldo Pires (conhecido como Capitão Furtado), com quem compôs o valseado "Bom Bocado de Alagoas"; a valsinha "Alegria no Tirol"; e a polca "Festa do Colono".